# Liste der Kulturdenkmale in Högsdorf
In der Liste der Kulturdenkmale in Högsdorf sind alle Kulturdenkmale der schleswig-holsteinischen Gemeinde Högsdorf (Kreis Plön) und ihrer Ortsteile aufgelistet (Stand: 10. März 2025).

## Legende
In den Spalten befinden sich folgende Informationen:
- Objekt-ID: die Nummer des Kulturdenkmales
- Lage: die Adresse des Kulturdenkmales und die geographischen Koordinaten. Kartenansicht, um Koordinaten zu setzen. In der Kartenansicht sind Kulturdenkmale ohne Koordinaten mit einem roten Marker dargestellt und können in der Karte gesetzt werden. Kulturdenkmale ohne Bild sind mit einem blauen Marker gekennzeichnet, Kulturdenkmale mit Bild mit einem grünen Marker.
- Offizielle Bezeichnung: Bezeichnung des Kulturdenkmales
- Beschreibung: die Beschreibung des Kulturdenkmales
- Bild: ein Bild des Kulturdenkmales

## Sachgesamtheiten
| Objekt-ID | Lage                                      | Offizielle Bezeichnung | Beschreibung | Bild |
| --------- | ----------------------------------------- | ---------------------- | --- | ---- |
| 52198     | Jägerhof 2 (54° 15′ 15″ N, 10° 36′ 30″ O) | Jägerhof 2             | Jägerhof 2; um 1800, 2. Hälfte 19. Jh.; Ensemble aus ehem. Forsthaus und Forstkate - Begründung: geschichtlich, Kulturlandschaft prägend - Schutzumfang: ehem. Forsthaus, Forstkate | BW   |

## Bauliche Anlagen
| Objekt-ID | Lage                                          | Offizielle Bezeichnung | Beschreibung | Bild |
| --------- | --------------------------------------------- | ---------------------- | --- | ---- |
| 12758     | Jägerhof 1 - 3 (54° 15′ 15″ N, 10° 36′ 24″ O) | Doppelkate             | Doppelkate; Anfang 19. Jh.; eingeschossiger traufständiger Fachwerkbau unter Schopfwalmdach, mit einem Speichergebäude - Begründung: geschichtlich, Kulturlandschaft prägend - Schutzumfang: Doppelkate, Speichergebäude - Denkmaltyp: Bauliche Anlage                                                                                         | BW   |
| 4805      | Jägerhof 2 (54° 15′ 14″ N, 10° 36′ 30″ O)     | ehem. Forsthaus        | ehem. Forsthaus; 2. Hälfte 19. Jh.; eingeschossiger traufständiger Backsteinbau mit kleinem Drempel und schiefergedecktem Satteldach, nach Norden zweigeschossiger übergiebelter Mittelrisalit - Begründung: geschichtlich, Kulturlandschaft prägend - Schutzumfang: gesamtes Objekt - Denkmaltyp: Bauliche Anlage, Sachgesamtheit: Jägerhof 2 | BW   |
| 4806      | Jägerhof 2 (54° 15′ 15″ N, 10° 36′ 29″ O)     | Forstkate              | Forstkate; um 1800; eingeschossiger giebelständiger Fachwerkbau mit reetgedecktem tiefgezogenem Schopfwalmdach - Begründung: geschichtlich, Kulturlandschaft prägend - Schutzumfang: gesamtes Objekt - Denkmaltyp: Bauliche Anlage, Sachgesamtheit: Jägerhof 2                                                                                 | BW   |
| 4809      | Viehdamm 2 (54° 13′ 33″ N, 10° 38′ 30″ O)     | Wohnhaus               | Wohn- und Wirtschaftsgebäude; 1915; eingeschossiger traufständiger Backsteinbau unter pfannengedecktem Mansard-Halbwalmdach, mit Stallgebäude - Begründung: geschichtlich, Kulturlandschaft prägend - Schutzumfang: Wohnhaus, Stallgebäude - Denkmaltyp: Bauliche Anlage                                                                       | BW   |

## Quelle
- Liste der Kulturdenkmale in Schleswig-Holstein – Kreis Plön (PDF)

- Karte mit allen Koordinaten:
- OSM |
- WikiMap